# Vision Valley
Albums de The Vines
Winning Days
(2004) Melodia
(2008)
Singles
1. Gross Out
Sortie : mars 2006
2. Don't Listen to the Radio
Sortie : 8 avril 2006
3. Anysound
Sortie : 24 août 2006
4. Dope Train
Sortie : 24 avril 2007

Vision Valley est le troisième album studio du groupe de garage rock australien The Vines sorti le 1er avril 2006 sur les labels Capitol Records et EMI.

## Liste des chansons
Toute la musique est composée par Craig Nicholls.
| No  | Titre                     | Durée |
| --- | ------------------------- | ----- |
| 1.  | Anysound                  | 1:55  |
| 2.  | Nothin's Comin'           | 2:00  |
| 3.  | Candy Daze                | 1:40  |
| 4.  | Vision Valley             | 2:42  |
| 5.  | Don't Listen to the Radio | 2:10  |
| 6.  | Gross Out                 | 1:18  |
| 7.  | Take Me Back              | 2:42  |
| 8.  | Going Gone                | 2:44  |
| 9.  | Fuk Yeh                   | 1:58  |
| 10. | Futuretarded              | 1:47  |
| 11. | Dope Train                | 2:36  |
| 12. | Atmos                     | 1:50  |
| 13. | Spaceship                 | 6:07  |